# Adventure Kid
Adventure Kid (アドベンチャーKID?, Adobenchā Kiddo) è un manga di genere hentai scritto da Toshio Maeda e pubblicato dal 1988 al 1989 da Wanimagazine. È stato adattato nel 1993 in un OAV in tre episodi. 

## Trama
1º episodio: Un giovane di nome Norikazu trova un computer della seconda guerra mondiale sepolto nel retro del suo giardino. Nel momento in cui viene acceso lui, assieme ad un'altra ragazza di nome Midori, vengono risucchiati all'inferno, dove trovano strane creature erotiche e mostri di vario genere. Poco dopo Norikazu incontra una donna di nome Eganko la quale s'innamora immediatamente di lui. Col suo aiuto i due cercheranno di trovar un modo per far ritorno sulla Terra. 
2º episodio: Dopo esser riusciti a tornar a casa i due si rendono presto conto che il loro mondo è ora governato dal computer demoniaco che in precedenza li aveva scaraventati all'inferno. Dovranno viaggiar indietro nel tempo fino agli anni quaranta, quando il computer è stato prodotto, nel tentativo di fermare il cambiamento nel loro mondo attuale. In questa occasione saranno testimoni tra le altre cose dello sganciamento della prima bomba atomica sopra Hiroshima da parte dell'Enola Gay.
3º episodio: Qui Eganko mette in atto un piano per far cadere Norikazu finalmente innamorato ai suoi piedi; utilizza pertanto un doppio filtro d'amore, uno per lui ed un altro per Midori la quale dovrebbe così cader innamorata di un giovane ragazzo egoista della sua scuola. Ma le pozioni si mischiano ed alla fine ognuno si ritrova con ciò che più merita.